# Os Charutos do Faraó
Os Charutos do Faraó (Les cigares du pharaon, no original em francês) é o quarto álbum da série de banda desenhada franco-belga As Aventuras de Tintim de autoria do cartunista belga Hergé. Encomendado pelo jornal belga Le Vingtième Siècle para o seu suplemento juvenil Le Petit Vingtième, foi editado semanalmente entre dezembro de 1932 e fevereiro de 1934 e republicado no formato álbum pela Casterman em 1934. A história leva o jovem jornalista belga Tintim e o seu cão Milu até o Egito, onde descobrem um túmulo dos faraós cheio de egiptólogos mortos e caixas de charutos. Procurando a origem destes charutos, Tintim e Milu viajam pela Arábia e pela Índia, vão deparar-se com uma rede internacional de contrabando de drogas.
No seguimento de Tintim na América, esta aventura foi um sucesso comercial, e foi publicada em livro pouco depois da sua conclusão. Hergé continuou as Aventuras de Tintim com O Lótus Azul, cuja história continuava a dos Charutos do Faraó. A série tornou-se parte da banda desenhada franco-belga. Em 1955, foi redesenhada e colorida seguindo o estilo de linha clara de Hergé, para nova publicação pela Casterman. A aventura foi bem recebida pela crítica, a qual destacou a sua narrativa inovadora e as escolhas ao nível do estilo, tal como a introdução dos detectives Dupond e Dupont e do vilão Rastapopoulos. O livro foi adaptado para um dos episódios da série animada de 1991 As Aventuras de Tintim produzido pelos estúdios Ellipse Animation e Nelvana.

## Sinopse
Tintim está num cruzeiro com destino ao Extremo Oriente. A bordo, encontra um egiptólogo extravagante, Philémon Siclone, à procura da tumba do faraó Kih-Oskh. Tintim aceita acompanhá-lho. Na tumba, Tintim descobre misteriosos charutos, mas é capturado. Abandonado no mar, é salvo e desembarca na Arábia. De lá, após várias peripécias, chega à Índia, onde conhece o marajá de Rawajpoutalah. Ataca então o tráfico de ópio e desmonta uma organização de traficantes. Finalmente, descobre que os charutos continham o ópio.

## Análise
A primeira versão dos Charutos do faraó foi publicada no jornal Le Petit Vingtième, entre 8 de dezembro de 1932 e 8 de fevereiro de 1934. Em 1934, foi publicado como álbum, em preto-e-branco. Foi o último dos álbuns em preto e branco a ser colorido, em 1955. A versão em preto-e-branco e a colorida deste álbum são bastante semelhantes, com exceção da eliminação de certas cenas e a paginação modificada.[carece de fontes?]
Como Tintim no Congo e Tintim na América em 1946, Os Charutos do Faraó foi inteiramente redesenhado antes de ser colorido, enquanto a partir do álbum seguinte, O Lótus Azul, Hergé guardou seu traço inicial.[carece de fontes?]
A saída de Os Charutos do Faraó, esperada desde o início dos anos 50, foi várias vezes retardada por Hergé, ocupado pelo lançamento do Journal Tintin e pela criação da sua aventura lunar.[carece de fontes?]
Pode-se notar que Os Charutos do Faraó apareceu apenas doze anos após a descoberta do túmulo real do faraó Tutancâmon, e a cena em que Tintim descobre os egiptólogos desaparecidos, que violaram a tumba de Kih-Oskh, faz alusão à "maldição do faraó".
Este é o primeiro história em que Tintin e sequestrado. E a primeira história em que aparece Rastapópulos.[carece de fontes?]

## Personagens
- Tintim
- Milu
- Mohamed

Aparece na página 9. Trabalha para Allan Thompson.
- Patrash Pasha

Aparece na página 15. Cheik que conhece as aventuras de Tintim.
- Finney

Aparece na página 38. É médico. Pede para Tintim levar Siclone a um asilo.
- Peacock

Aparece na página 38. É pastor.
- Sr. e Sra. Snowball

Aparecem na página 38. Participam da organização criminosa.
- Zlotzky

Aparece na página 38. É escrivão. É atingido por uma flecha com o veneno radjaïdjah.
- O faquir

Aparece na página 41. Tem o dever de matar Tintim.
- O Marajá de Rawhajpoutalah

Aparece na página 50. Salva Tintim de uma armadilha e o hospeda em seu palácio.

## Adaptações
- Les cigares du pharaon foi adaptado em 1991 para um episódio da série de televisão As Aventuras de Tintim, do estúdio francês Ellipse Animation e o canadense Nelvana. Dirigido por Stéphane Bernasconi, o personagem de Tintim teve a voz de Thierry Wermuth.[1] Em 2010, o canal de televisão Arte filmou um episódio de sua série documental Sur les traços de Tintin (Sobre os traços de Tintin, em tradução livre), no Egito, explorando a inspiração e o cenário de Les cigares du pharaon.[2]